# 137 до н. е.

## Події
- Консулами Римської республіки були призначені Гай Гостілій Манцін та Марк Емілій Лепід Порціна. Манцін продовжував Нумантинську війну, проте прийняв слабке військо й зазнав поразки. Йому довелося підписати договір про капітуляцію, якого втім не прийняв сенат. Лепід також не досяг успіху в кампанії.
- Римляни захопили північно-західну частину сучасної Іспанії, проконсул Децим Юній Брут Галлекський переміг племена лузітанів, його загони відкрили термальні джерела поблизу Шавеша.
- Римляни заснували місто Валенсія
- Тіберій Гракх став квестором Іспанії.

### Астрономічні явища
- 25 квітня. Гібридне сонячне затемнення.[1]
- 20 жовтня. Кільцеподібне сонячне затемнення.[1]

## Померли
- Чжао То — засновник держави Намв'єт